# Пауль Саладін Леонгардт
Пауль Саладін Леонгардт (нім. Paul Saladin Leonhardt; 13 листопада 1877, Позен — 14 грудня 1934, Кенігсберг) — німецький шахіст, польського походження.
Учасник міжнародних турнірів: Гілверсум (1903) — 1-е місце (звання майстра); Гамбург, Остенде та Бармен (1905) — 1-е, 7-9-е і 7-10-е місця відповідно; Копенгаген і Карлсбад (1907) — 1-е і 3-5-е; Відень і Прага (1908) — 9-11-е і 7-9-е; Стокгольм і Гетеборг (1909) — 2-е; Карлсбад (1911) — 8-11-е (з Олександром Алехіним, Ксавери Тартаковером, і Олдржихом Дурасом). В 1913 виграв матч проти Мойжеша Ловцького — 5½: 1½ (+5-1 =1); 1911 року — матч проти Арона Німцовича (+4-0 =1).

## Книги
- Zur spanischen Partie, Stockh., 1913.